# San Juan del Molinillo (kommunhuvudort)
San Juan del Molinillo är en kommunhuvudort i Spanien.   Den ligger i provinsen Provincia de Ávila och regionen Kastilien och Leon, i den centrala delen av landet, 90 km väster om huvudstaden Madrid. San Juan del Molinillo ligger 1 138 meter över havet och antalet invånare är 315.
Terrängen runt San Juan del Molinillo är lite bergig. Runt San Juan del Molinillo är det glesbefolkat, med 16 invånare per kvadratkilometer. Närmaste större samhälle är Burgohondo, 5,7 km sydost om San Juan del Molinillo. Trakten runt San Juan del Molinillo består i huvudsak av gräsmarker.